# Peterson (Iowa)
Peterson ist eine Kleinstadt (mit dem Status „City“) im Clay County im US-amerikanischen Bundesstaat Iowa. Das U.S. Census Bureau hat bei der Volkszählung 2020 eine Einwohnerzahl von 322 ermittelt.

## Geografie
Peterson liegt im Nordwesten Iowas am Little Sioux River, einem linken Nebenfluss des Missouri.
Die am Missouri gelegenen Schnittpunkte der Bundesstaaten Iowa, South Dakota und Minnesota sowie der Staaten Iowa, South Dakota und Nebraska liegen 152 km nordwestlich sowie 125 km südwestlich von Peterson.
Die geografischen Koordinaten von Peterson sind 42°55′05″ nördlicher Breite und 95°20′38″ westlicher Länge. Die Stadt erstreckt sich über eine Fläche von 0,8 km² und ist die einzige Ortschaft innerhalb der Peterson Township.
Nachbarorte von Peterson sind Royal (20,9 km nordnordöstlich), Rossie (23,3 km nordöstlich), Linn Grove (11,6 km ostsüdöstlich), Sioux Rapids (18,9 km in der gleichen Richtung), Larrabee (23,4 km westsüdwestlich), Sutherland (16,4 km westnordwestlich), Calumet (19,3 km in der gleichen Richtung).
Die nächstgelegenen größeren Städte sind die Twin Cities in Minnesota (Minneapolis und Saint Paul) (356 km nordöstlich), Rochester in Minnesota (341 km ostnordöstlich), Waterloo (302 km ostsüdöstlich), Cedar Rapids (385 km in der gleichen Richtung), Iowas Hauptstadt Des Moines (284 km südöstlich), Kansas City in Missouri (476 km südlich), Nebraskas größte Stadt Omaha (225 km südsüdwestlich), Sioux City (119 km südwestlich) und South Dakotas größte Stadt Sioux Falls (174 km westnordwestlich).

## Verkehr
Der Iowa State Highway 10 führt in West-Ost-Richtung als Hauptstraße durch das Stadtgebiet von Peterson. Alle weiteren Straßen sind untergeordnete Landstraßen, teils unbefestigte Fahrwege sowie innerörtliche Verbindungsstraßen.
Mit dem Spencer Municipal Airport befindet sich 41 km nordnordöstlich ein Flugplatz. Die nächsten Verkehrsflughäfen sind der Des Moines International Airport (305 km südöstlich), das Eppley Airfield in Omaha (218 km südsüdwestlich), der Sioux Gateway Airport in Sioux City (135 km südwestlich) und der Sioux Falls Regional Airport (180 km westnordwestlich).

## Bevölkerung
Nach der Volkszählung im Jahr 2010 lebten in Peterson 334 Menschen in 156 Haushalten. Die Bevölkerungsdichte betrug 417,5 Einwohner pro Quadratkilometer. In den 156 Haushalten lebten statistisch je 2,14 Personen.
Ethnisch betrachtet bestand die Bevölkerung mit zwei Ausnahmen nur aus Weißen. Unabhängig von der ethnischen Zugehörigkeit waren 2,1 Prozent der Bevölkerung spanischer oder lateinamerikanischer Abstammung.
19,5 Prozent der Bevölkerung waren unter 18 Jahre alt, 54,2 Prozent waren zwischen 18 und 64 und 26,3 Prozent waren 65 Jahre oder älter. 52,1 Prozent der Bevölkerung waren weiblich.
Das mittlere jährliche Einkommen eines Haushalts lag bei 46.667 USD. Das Pro-Kopf-Einkommen betrug 25.600 USD. 11,1 Prozent der Einwohner lebten unterhalb der Armutsgrenze.